# باشگاه فوتبال کوسا
باشگاه فوتبال کوسا یک باشگاه فوتبال از جزایر سلیمان است که در لیگ اتحادیه فوتبال هونیارا و در مسابقات قهرمانی باشگاهی ملی جزایر سلیمان بازی می‌کند.
آنها در سال ۲۰۰۷ عنوان قهرمانی باشگاهی ملی جزایر سلیمان را به دست آوردند. با کسب عنوان قهرمانی لیگ ملی، این باشگاه حق بازی در لیگ قهرمانان اقیانوسیه ۰۸–۲۰۰۷ را به دست آورد.